# Jean de Mauléon (évêque)
Pour les articles homonymes, voir Mauléon.
Jean de Mauléon fut évêque de Saint-Bertrand-de-Comminges au XVIe siècle (1523-1551).

## Biographie
C'est lui qui commanda les boiseries de l'intérieur de l'église, faites par des sculpteurs toulousains. Ces boiseries comprennent: le jubé, la clôture du chœur, le retable du maître-autel, le trône épiscopal et soixante-six stalles.

### Liens externes

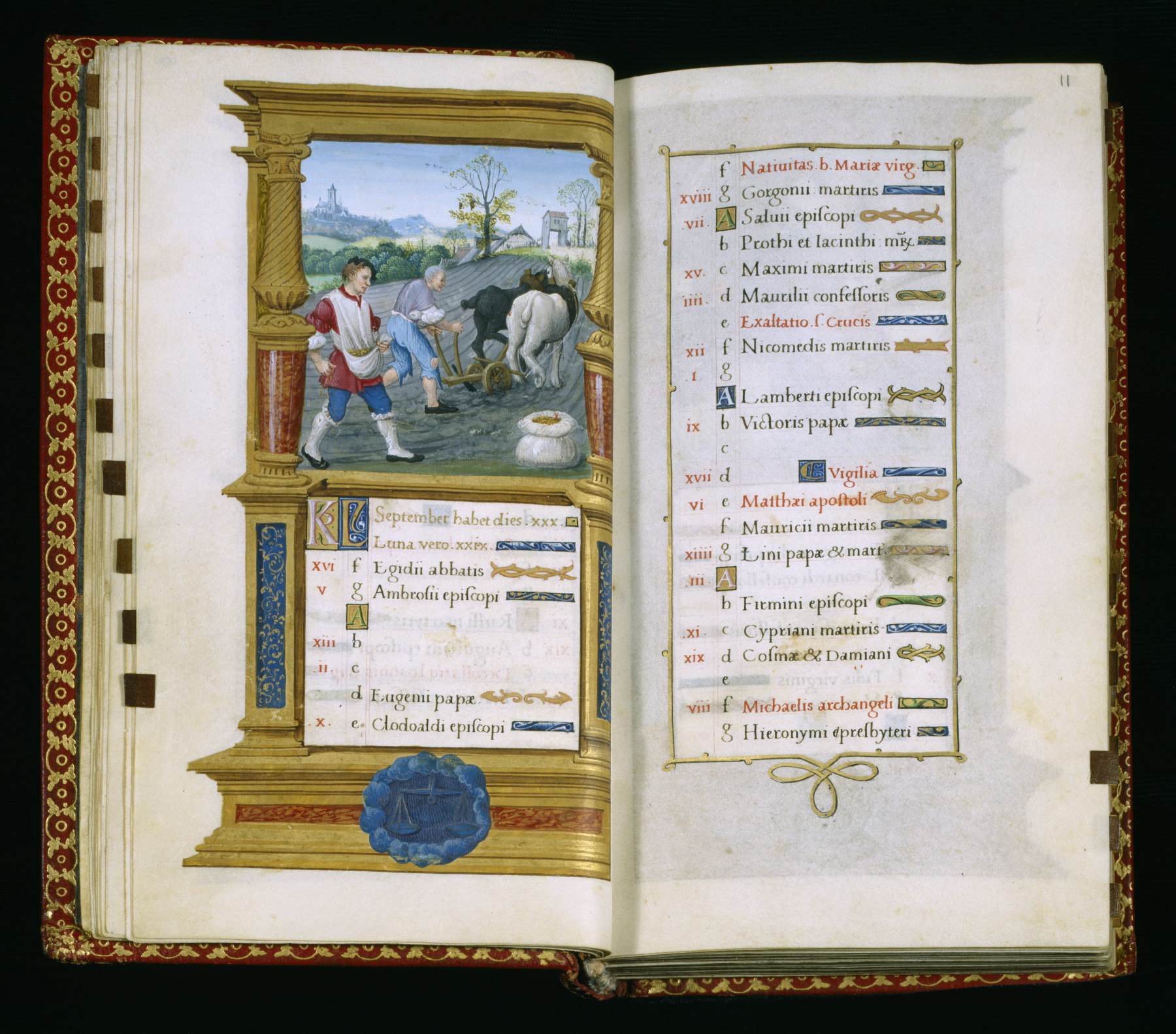